# 윤성한 (정치인)
윤성한(1936년 10월 30일~2010년 9월 7일)은 대한민국의 정치인이다. 제13대 국회의원을 지냈다.

## 역대 선거 결과
|  | 41.27% |

|  | 28.46% |

|  | 10.37% |